# Nicéforo Paleólogo
Nicéforo Paleólogo (em grego: Νικηφόρος Παλαιολόγος; romaniz.: Nikephóros Palaiológos; m. 18 de outubro de 1081) foi um general bizantino do século XI.

## Vida

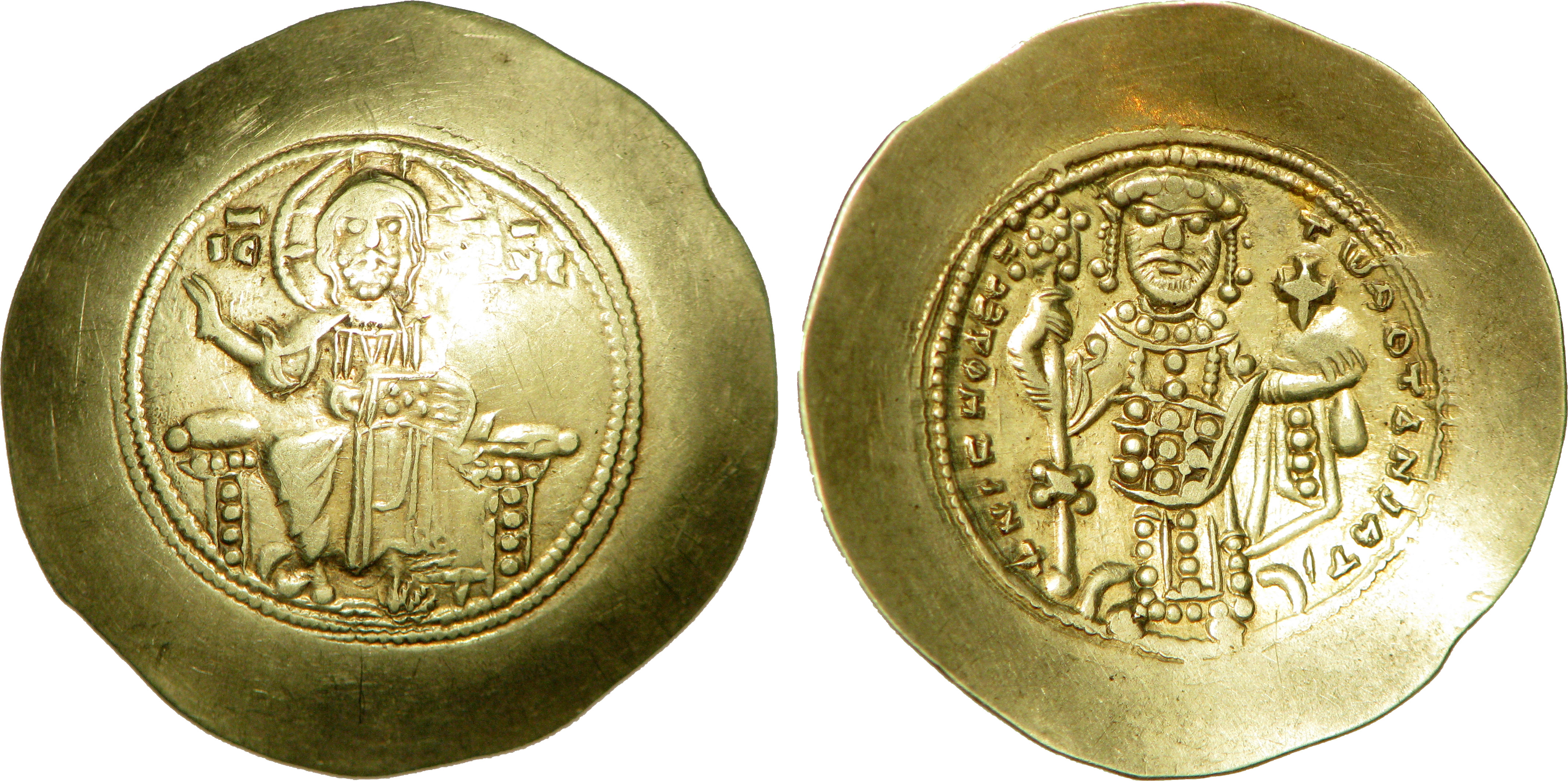
Histameno de r.

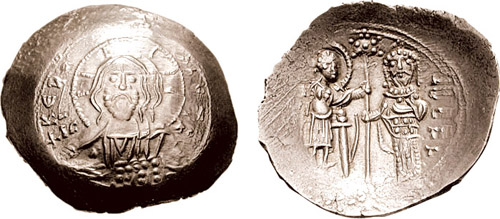
Histameno de r.

Nicéforo é o primeiro membro conhecido da família Paleólogo, que posteriormente ascendeu como a última dinastia reinante do Império Bizantino de 1259 a 1453. Ele teve dois filhos, Jorge e Nicolau. Jorge também tornou-se general e um dos principais apoiantes do imperador Aleixo I Comneno (r. 1081–1118). Os membros da posterior dinastia paleóloga descendem de Jorge e seu tataraneto Andrônico Paleólogo.
Nicéforo é atestado pela primeira vez durante o reinado de curta duração de Romano IV Diógenes (r. 1068–1071). Um partidário dos Ducas, foi hostil a Romano e membro da oposição em torno do césar João Ducas e Miguel Pselo. Após a queda de Romano com o desastre da Batalha de Manzicerta (1071), Nicéforo foi enviado para oriente contra o mercenário normando Roussel de Bailleul, que rebelou-se contra o governo imperial. Após reunir aproximados 6 000 mercenários na Geórgia, confrontou Roussel, mas suas tropas georgianas desertaram e ele foi derrotado. Em 1077, ele é registrado como duque da Mesopotâmia. Embora leal a dinastia Ducas e ao imperador Miguel VII Ducas (r. 1071–1078), Nicéforo permitiu que seu filho Jorge se unisse a rebelião de Nicéforo Botaniates, que tornou-se imperador como Nicéforo III (r. 1078–1081).
Em 1081, ele novamente permaneceu leal a Botaniates quando os Comnenos sob Aleixo Comneno rebelaram-se, mesmo embora seu filho Jorge e os Ducas apoiaram a causa comnena. Segundo a Alexíada de Ana Comnena, pai e filho se encontraram durante a entrada das forças comnenas em Constantinopla em 1 de abril de 1081, na qual Basile Skoulatos descreve como uma das cenas "mais passionais" da obra. Mesmo depois, Nicéforo tentou induzir Botaniates a resistir, instando-o a dar-lhe o comando da Guarda Varegue e tentar defender o palácio imperial, mas em vão. Ele então tentou mediar e propor que Aleixo fosse adotado por Botaniates e assumisse o controle de facto do império, enquanto o último reteria a posição honorária de imperador, mas por insistência do césar João Ducas, os Comnenos rejeitaram a proposta. Posteriormente, Botaniates abdicou.
Nicéforo aceitou Aleixo como seu novo imperador, e acompanhou-o em sua campanha no mesmo ano contra os normandos de Roberto Guiscardo. Ele lutou e morreu na Batalha de Dirráquio contra as forças de Guiscardo em 18 de outubro de 1081.